# Полиция на Бразилия
Полицията на Бразилия (на португалски: Polícia do Brasil) е система от правоохранителни органи, на които Конституцията на Бразилия възлага осигуряването на обществения ред, безопасността на гражданите и неприкосновеността на собствеността в страната.
Организацията на полицейските сили в Бразилия е определена в чл. 144 от Бразилската конституция и е съобразена с федералното държавно устройство на Бразилия, която е съюз от свободни щати и общини. Така според разпоредбите на Конституцията единствено щатите и федералната държава имат право да организират и поддържат собствени полицейски сили, което стои в основата на разграничението между щатски и федерални полицейски органи.

## Щатски полицейски сили
Всеки щат в Бразилия поддържа два вида полицейски части, чиито правомощия се ограничават до границите на съответния щат и които се намират под прякото ръководство на щатската изпълнителна власт в лицето на губернатора. Щатските полицейски органи са:

### Цивилна полиция
Цивилна полиция (Polícia Civil), известна още и като Съдебна полиция (Polícia judiciária) – основните функции на този вид щатски полицейски сили са свързани с предотвратяването и разкриването на криминални престъпления, с оказване на съдействие на съдебната власт, с извършване на инспекции, с регистрирането на оръжия и експлозиви, издаване на документи за самоличност и свидетелства за шофиране. Цивилните полицаи не носят униформи и не извършват патрулиране по улиците. Цивилната полиция осъществява дознателската полицейска работа и осъществява пряк контакт с гражданите. За подаване на жалба гражданите отиват в районното полицейско управление на Цивилната полиция, наричано в Бразилия „районна делегация“ (delegâcia circunscricional, съответно оглавявано от началник на РПУ, наричан „делегат“ – delegado). Освен това след извършване на арест на граждани Военната полиция ги конвоира до делегация на Цивилната полиция.

### Военна полиция
Военна полиция (Polícia Militar) – този вид полиция отговаря за охраната на обществения ред и, противно на името си, не е част от армията на страната (освен евентуално при извънредно положение и в случай на война). Особеният характер на тази служба налага определени разяснения на възникналите противоречия. Под термина „военна полиция“ се разбира организация, подчинена на министерството на отбраната на съответната страна, която съблюдава за дисциплината на военния и цивилен персонал на министерството и за сигурността на неговите обекти. Това не важи за бразилската Военна полиция (в страната тези функции се изпълняват от три отделни служби – Армейска полиция, Военноморска полиция и Въздухоплаватена полиция, останали от времето, когато трите вида въоръжени сили са били подчинени на отделни министерства). В действителност в мирно време бразилската Военна полиция се състои от 27 самостоятелни организации (Федеративна Република Бразилия е съставена от 26 щата и Федерален окръг, всеки федерален субект има своя военна полиция, наричана Военна полиция на [името на щата], например Военна полиция на Минас Жерайс (Polícia Militar de Minas Gerais (PMMG). Единственото изключение е военната полиция на Рио Гранди до Сул, наричана Военна бригада на Рио Гранди до Сул (Brigada Militar do Rio Grande do Sul (BMRS)) по исторически традиции). Поради военизираният характер на бразилската военна полиция тя често е определяна като „бразилската жандармерия“. Това също е неточно обобщение. В класическия случай (френската Национална жандармерия, италианските Карабинери, нидерландското Маршалство и т.н.) става дума за служба, изпълняваща едновременно полицейски функции спрямо цивилното население и дисциплинарни функции спрямо военния персонал. Второто не важи за бразилската служба. Също така в посочените случаи има ясно разграничение между военната и цивилната полиция по отношение на тяхната юрисдикция. Военната полиция охранява реда в малките селски и планински общини, а цивилната полиция – в урбанизираните общини, а в Бразилия както Военната, така и Цивилната полиция на съответния щат има юрисдикция върху цялата му територия. Има известен паралел между бразилската Военна полиция и Националната гвардия на Съединените щати, доколкото в мирно време и двете служби са подчинени на отделните щати, а при извънредни ситуации (бедствия, заплахи за националната сигурност и война) могат да бъдат мобилизирани в състава на въоръжените сили, този паралел също не е удачно да бъде приеман буквално. В случая на бразилската Военна полиция става дума за организация с основни полицейски и второстепенни извънредни военни функции, докато в американската Национална гвардия става дума за организация с основни военни и второстепенни извънредни полицейски функции. В заключение най-точното определение на бразилската Военна полиция следва да бъде:
„Охранителна полиция, организирана на самостоятелен териториален (щатски) принцип, която при извънредни обстоятелства и в случай на война може да бъде мобилизирана с президентски указ в състава на сухопътните войски като резервна пехота. Тъй като в мирно време тя се състои от 27 самостоятелни организации, с цел стандартизирането на техните принципи на работа, подготовка и техническа съвместимост на въоръжението и оборудването им, в мирно време те се координират от Генерален инспекторат на военната полиция (Inspetoria Geral das Polícias Militares) в състава на Командването за наземни операции на сухопътните войски (Comando de Operações Terrestres do Exercito)“. Също с цел стандартизация на подготовката за съвместни операции при извънредни ситуации за обществения ред в рамките на Министерството на правосъдието са организирани Национални сили за обществена сигурност (Força Nacional de Segurança Pública (FNSP)). В мирно време оперативният контрол върху Военната полиция се осъществява от правителствата на съответните щати (Governo do Estado) и по-специално техните министерства на вътрешните работи (наричани „щатски секретариати за обществена сигурност“ – Secretaria de Estado da Segurança Pública). В случай на извънредно положение Президентът на Бразилия може със свой указ да поставя подразделения на различни щатски военни полиции под оперативния контрол на федералното Министерство на правосъдието по линия на Националните сили за обществена сигурност, а в случай на война отново със свой указ да включи отделните военни полиции в състава на сухопътните войски (Exército Brasileiro) по линия на Генералния инспекторат на военната полиция."
Военната полиция на Бразилия, макар и в тесен смисъл да не представлява точно такъв тип организация, следва военната дисциплина и порядки. Тъй като в случай на война се предвижда включването на военната полиция в състава на сухопътните войски под командването на армейски генерали, най-висшето военно звание за офицерите на тази организация е полковник. Корпусът на военните пожарникари (Corpo de Bombeiros Militar) е изцяло отделен от Военната полиция, със своя отделна подготовка на личния състав и командна структура, но следва същите организационни принципи и военна дисциплина като нея и също като нея при извънредни ситуации и в случай на война бива мобилизиран като резерв в състава на сухопътните войски. По тези причини в мирно време чрез командванията на военните полиции на отделните щати отговаря пред съответните щатски секретариати за обществена сигурност, а в случай на военна мобилизация също както Военната полиция се подчинява на Генералния инспекторат на военната полиция. Също както нея персоналът на Корпуса на военните пожарникари е организиран във военни чинове с най-висше офицерско звание полковник.

## Федерални полицейски сили
В Бразилия съществуват три вида федерални полицейски части:
1. Федерална полиция, чието официално название е Департамент на федералната полиция – това е постоянен административен орган на федералното правителство. Представлява разследващ орган, който се занимава с разкриване на престъпления, които засягат националните интереси на Бразилия като трафик на наркотици, хора и оръжие, нелегална имиграция, както и престъпления срещу федералната администрация и нейните служители[2][1];
2. Федерална пътна полиция – административен орган на федералната изпълнителна власт, който охранява реда по националните магистрали и първокласни пътища, които се стопанисват от федералната държава[2];
3. Федерална железопътна полиция – административен орган, които патрулира по националната железопътна мрежа. Този вид полиция не се занимава с разследване на престъпления, а функциите му се изчерпват до охрана на реда по железопътната система[2].
4. Наказателна полиция – пенитенциална полиция, създадена с конституционната поправка от 2019. Тя осигурява охраната на федералната пенитенциална система - местата за лишаване от свобода и изтърпяване на наказанията, както и ескорта на затворниците.[3][4]

## Други правоохранителни органи
Според тълкувание на Върховния федерален съд на Бразилия, нито един цивилен орган, извън посочените в чл. 144 от Конституцията на страната, не може да се смята за полицейски орган. Така извън кръга от полицейски органи остават още няколко структури, на които Конституцията или специален закон вменят правоохранителни функции – това са общинските охрани и Националните сили за обществена безопасност (гвардията).
Конституцията на страната разрешава всяка община да създава собствена охрана, която да пази общинската собственост, общинските услуги и съоръжения. Ролята на общинските охрани е сведена до патрулиране в контролираните от общините пространства като парковете или общинските училища, оказване на съдействие на общинските власти. В някои щати общинските охрани нямат право да носят оръжие.
Националните сили за обществена безопасност са създадени с президентски декрет от 2004 г. с цел оказване на федерална подкрепа на щатските власти в кризисни ситуации, с които губернаторите не могат да се справят сами.